# Chris Clark (musicien)
Pour les articles homonymes, voir Clark et Chris Clark.
Chris Clark, de son vrai nom Christopher Stephen Clark, est un compositeur anglais de musique électronique apparenté au genre IDM ou electronica. Il est actuellement sous contrat avec le label anglais Warp Records. En 2006, son nom d'artiste est devenu Clark.

## Discographie
Albums sous le nom de Chris Clark
- 2001 : Clarence Park
- 2003 : Empty the Bones of You

EPs sous le nom de Chris Clark
- 2003 : Ceramics is the Bomb EP

Albums sous le nom de Clark
- 2006 : Body Riddle
- 2008 : Turning Dragon
- 2009 : Totems Flare
- 2012 : Iradelphic
- 2014 : Clark
- 2016 : The Last Panthers (OST)
- 2017 : Death Peak
- 2021 : Playground In A Lake
- 2023 : Sus Dog
- 2024 : In Camera

EPs sous le nom de Clark
- 2006 : Throttle Furniture
- 2006 : Throttle Clarence
- 2006 : Ted EP
- 2007 : Throttle Promoter
- 2009 : Growls Garden
- 2014 : Superscope
- 2015 : Flame Rave